# Прудницький говір сілезької мови

Прудницький повіт – область поширення прудницького говору

Прудницький говір (сіл. prudnicki dialekt, пол. gwary prudnickie) — один із говорів сілезької мови, або ж, за іншим поглядом, середньосілезький говір польської мови. Є вживаним в частинах Прудницького повіту на південному заході Верхньої Сілезії у Польщі. Самоназва мовців по-прудницьки — ґолоки (сіл. golŏki).

## Властиві риси
Повністю є відсутнім явище мазурення притаманне більшості польських говорів (малопольські, мазовецькі). Довгий голосний а дифтонгізувався в ou, oeu або eu (zoulyty, czekoeu, w treuwie). Наприкінці слів у вимові губляться явні носові приголосні, перетворюючись у кінцевому складі на носові голосні (drugim, mōm, kōniōm вимовляються як drugi, mō, kōniō із назалізацією вкінці).
Прудницький говір тісно споріднений з немодлінським говором.

## Розповсюдження
Область із прудницькими говірками знаходиться на схід від Прудника: північно-східна частина ґміни Прудник (Немисловиці, Чижовиці, Рудзічка, Пйорунковиці), ґміна Біла з однойменним містом, ґміна Ґлоґувек з північною частиною Ґлоґувек, північна частина ґміни Ґлубчице (Клісіно, Поможовиці , Поможовічкі, Щибожіце-Мале, Кетлиці, Крульове, Бернатув, Лісенціце, Нове Сади), східна частина ґміни Корфантув (Щинава-Ниська, Плесьниця, Пшидроже-Мале, Пушина, Пехоциці, Стара Ямка, Жимковиці), ґміна Вальце, ґміна Стшелечки та західна частина ґміни Крапковіце з однойменним містом (Новий Двур-Прудніцький, Курниця, Щиборовіце, Борек, Петна, Жужеля, Живоциці, Ґвозьдзиці).

## Приклади тексту
Написання із сілезьким фонетичним алфавітом:
|          | Jedńi ludźe mjeli jednam cůrkam, a ta cůrka chćaua mjeć kawalyra ze bany. No i tak śe znejdli dwa ty kawalyry. Uoba byli ze bany. Ale uůna byua bardzo wymyjślatou. Jednygo by byua chćaua ze tich dwůch. I tak powjedźaua. Jednymu byuo Jůzek, a jednymu Karlik. I přišeu dźiś wječůr Karlik, a tyn sům wječůr godźinam ńeskoři přišeu Jůzef, a jedyn uo drugim ńe wjedźou. A ti dźouše byuo Kajśka. I kej přišeu tyn Karlik na ty zoulyty, ta Kajśka mu padaua: »Karličku, ejźli to učyńiš, co jou bydam chćaua, to byńdźeš můj«. A Karlik powjedźou: »ńech jest, co chce, jou wšystko zrobjam«. |
| — Uynžce | |

|            | Antek i Francek robjyli u dwůch śoduoeúkůw i ńy mjeli co jejś. I smůwjyli se, iže tyn jedyn śoduoeúk moeu na gůře uořechi, a tyn drugi moeu we chlywiku wjepřka. I smůwjyli se tak, iže jedyn půdźe po tygo wjepřka, a drugi po uořechi, a we zwůńicy we kojśćele śe zyjńdům. Francek nabroeu worek uořechůw i čekoeu we kojśćele na Antka, a Antka zuapoeu śoduoeúk na wjepřku. Francek čekoeu we tyj kojśćele na Antka i tam přebjyroeu ty uořechi. Rano uo pjůntyj šeu kojśćelny zwůnić jučšńam i suyšou tam šuščeć. I šeu dů dům i powjedźöu kobjyće, iže tam ńe idźe iś, bo tam kojśćůma řańźi. |
| — Kjyrpjyń | |